# Leo Monosson
Leo Monosson (* 25. Novemberjul. / 7. Dezember 1897greg. in Moskau, Russisches Kaiserreich; † 22. April 1967 in Montego Bay, Jamaika) war ein deutscher Schlagersänger der Weimarer Zeit.

## Biografie

Ein großer Erfolg; Guck doch nicht immer nach dem Tangogeiger hin. Aufnahme mit den Orchester Dajos Béla und Leo Monosson alias Leo Frank

Leo Monosson wurde 1897 in Moskau geboren und besuchte dort das Gymnasium. Mit der Imaginisten-Gruppe befreundet (Wadim Scherschenewitsch, Anatoli Marienhof und Alexander Kussikow sowie zum Teil Sergei Jessenin) gab er bis 1918 einige Gedichtbände heraus. Im selben Jahr flüchtete er während der Errichtung der bolschewistischen Alleinherrschaft über Warschau, Paris und Wien nach Berlin, wo er ab 1923 lebte. Er hatte Musik und Gesang studiert und begann eine Karriere als Sänger.
Zunächst häufig noch als anonymer Refrainsänger, später auch unter verschiedenen Pseudonymen, etwa Leo Moll, Leo Emm, Leo Frey, Leo Mond, Leo Frank oder Leo Mossner, machte Leo Monosson über 1400 Aufnahmen für alle namhaften Schallplatten-Marken. Zu seinen bekanntesten Hits gehörte Liebling, mein Herz lässt dich grüßen (mit dem Orchester von Ben Berlin). Er trat auch in einigen Filmen auf, etwa 1930 in Die Drei von der Tankstelle und Zwei Welten und 1931 in Ihre Majestät die Liebe, sowie Der Ball.
Am 15. November 1932 heiratete Monosson in Berlin-Charlottenburg die angehende Fotografin Stephanie Arnsdorff (* 11. April 1911 in Berlin; † 19. August 1996 in San Diego, Californien/USA). Aus einer ersten Ehe hatte er bereits zwei Kinder.
Als Jude bekam Monosson nach der Machtergreifung der NSDAP 1933 kein Engagement mehr und wanderte daher nach Frankreich aus. Dort nahm er 1935 die beiden Titel Deux cigarettes dans l’ombre und Tout le jour, toute la nuit (Columbia) auf, bei denen er von Alain Romans und dessen Orchestre Du Poste Parisien begleitet wurde, in dem auch Michel Warlop und Django Reinhardt spielten. 1941, nach dem deutschen Einmarsch in Frankreich, ging die Flucht weiter über Spanien in die USA. Er lebte in Ardsley, New York, und arbeitete als international tätiger Briefmarkenhändler. Nach dem Krieg besuchte er mehrfach seine in Frankreich gebliebene Familie. Er starb 1967 auf einer Reise in Jamaika und wurde auf dem Friedhof in Westchester Hills, New York, bestattet.
1952 stellte Monosson wegen seiner erzwungenen Emigration einen Antrag auf Entschädigung beim Berliner Landesamt für Bürger- und Ordnungsangelegenheiten. Unter anderem erklärte er darin: „Es gelang mir nach 1933 nie mehr, durch Gesang Geld zu verdienen. Meine Vortragsart war durch deutsche Kultur entwickelt und woanders fremdartig und unpopulär.“

## Sonstiges
Informationen über den Verbleib von Leo Monosson nach 1933 wurden im April 2007 in der Frauenzeitschrift Brigitte unter der Rubrik „Männer fragen Brigitte“ veröffentlicht, nachdem der Schauspieler und Musiker Ulrich Tukur gefragt hatte: „Was ist eigentlich aus dem beliebtesten Schlagersänger der Weimarer Zeit, Leo Monosson, geworden, nachdem er 1933 Deutschland verlassen hatte?“

## Trivia
Die zehnte Episode von Babylon Berlin wird mit dem von Monosson gesungenen Schlager Mir ist so nach dir (1930), intoniert von Paul Godwin, eröffnet, wozu der Serien-Hauptdarsteller Volker Bruch und Hannah Herzsprung tanzen.

## Werke
als Schriftsteller:
- Эти дни: стихи о мятеже (= Eti dni: stichi o mjatesche [In diesen Tagen: Rebellionsgedichte]). Moskau 1917.[5]
- Сердце пудренное : лирика (= Serdze pudrennoje : lirika). Moskau 1917, OCLC 38615620.
- Последняя нежность (= Poslednjaja neschnost). 1918.